# Puppet
Puppet é um utilitário para gerenciamento de configuração de código livre. Ele roda em muitos sistemas Unix compatíveis, bem como em Microsoft Windows; e inclui sua própria linguagem declarativa para descrever a configuração do sistema.
Puppet é produzido pela Puppet Labs, fundada por Luke Kanies em 2005. Ele é escrito em Ruby e liberado como um software livre, sob a Licença Pública Geral (GPL) até a versão 2.7.0; e sob a Licença Apache 2.0 nas versões posteriores.

## Visão Geral
Puppet é uma ferramenta declarativa, projetada para gerenciar a configuração de Unix compatíveis e Microsoft Windows. O usuário descreve recursos do sistema e seu estado, usando a linguagem declarativa do Puppet ou uma linguagem de domínio específico. Esta informação é armazenada em arquivos chamados Puppet manifests. Puppet descobre a informação do sistema via um utilitário chamado Facter; e compila os arquivos Manifests em um sistema específico com recursos e dependências catalogados, que são aplicados no sistema alvo. Quaisquer ações tomadas pelo Puppet são então relatadas.
Puppet consiste de uma linguagem declarativa personalizada para descrever a configuração de sistemas, que pode ser tanto aplicada diretamente no sistema, quanto compilada em um catálogo e distribuída ao sistema alvo via paradigma cliente–servidor (usando uma API REST); e o agente usa provedores para aplicar o recurso especificado nos manifestos. A camada de abstração do recurso habilita os administradores a descreverem a configuração em termos de alto-nível, como os usuários, serviços e pacotes, sem a necessidade de comandos específicos do SO, como "rpm, yum, apt".
Puppet é feito na arquitetura MDA (Model Driven Architecture - Arquitetura Dirigida pelo Modelo), requerendo conhecimento limitado em programação para uso.

## Plataformas e usuários
Feito para ser multi-plataforma, ele trabalha nas distribuições Linux, incluindo CentOS, Debian, Fedora, Mandriva, Oracle Linux , RHEL, Scientific Linux, SUSE e Ubuntu, bem como multiplos sistemas Unix (Solaris, BSD, Mac OS X, IBM AIX, HP-UX); e tem suporte ao Microsoft Windows.